# Leiopython albertisii
Leiopython albertisii là một loài rắn trong họ Pythonidae. Loài này được Peters & Doria mô tả khoa học đầu tiên năm 1878.